# Eneco Tour 2012
La 8e édition de l'Eneco Tour a eu lieu du 6 au 12 août 2012 aux Pays-Bas et en Belgique. Il s'agit de la 20e épreuve de l'UCI World Tour 2012.
La course a été remportée par le Néerlandais Lars Boom (Rabobank) auteur d'un bon contre-la montre la veille de sa deuxième place lors de l'étape reine arrivant à Grammont. Il devance respectivement le Français Sylvain Chavanel et son compatriote Niki Terpstra tous les deux membres de la formation belge Omega Pharma-Quick Step.
L'Italien Giacomo Nizzolo (RadioShack-Nissan), notamment vainqueur de la 5e étape, gagne le classement par points alors que le Belge Laurens De Vreese (Topsport Vlaanderen-Mercator) celui de la combativité. Grâce à leurs deux coureurs sur le podium final ainsi qu'un troisième dans le top 10 du général, l'équipe belge Omega Pharma-Quick Step remporte le classement par équipes.

## Présentation

### Équipes
L'organisateur a communiqué une première équipe invitée (Topsport Vlaanderen-Mercator) le 4 juillet 2012 avant d'annoncer respectivement le 20 juillet 2012 et le 25 juillet 2012 la présence des équipes Argos-Shimano et Accent Jobs-Willems Veranda's,. 21 équipes participent à cet Eneco Tour - 18 ProTeams et 3 équipes continentales professionnelles :
| ProTeams (18)- Omega Pharma-Quick Step - AG2R La Mondiale - Astana - BMC Racing Team - Garmin-Sharp - FDJ-BigMat - Katusha Team - Lampre-ISD - Rabobank - Lotto-Belisol - Movistar Team - Orica-GreenEDGE - Sky - Saxo Bank-Tinkoff Bank - RadioShack-Nissan - Liquigas-Cannondale - Euskaltel-Euskadi - Vacansoleil - DCM Équipes continentales professionnelles (3)- Argos-Shimano - Accent Jobs-Willems Veranda's - Topsport Vlaanderen-Mercator |
| |

## Étapes
| Étape     | Date    | Villes étapes          | type                         | Distance (km) | Vainqueur d'étape | Leader du classement général |
| --------- | ------- | ---------------------- | ---------------------------- | ------------- | ----------------- | ---------------------------- |
| 1re étape | 6 août  | Waalwijk – Middelbourg | étape de plaine              | 203,9         | Marcel Kittel     | Marcel Kittel                |
| 2e étape  | 7 août  | Sittard – Sittard      | contre-la-montre par équipes | 18,9          | Orica-GreenEDGE   | Jens Keukeleire              |
| 3e étape  | 8 août  | Riemst – Genk          | étape de plaine              | 188           | Theo Bos          | Jens Keukeleire              |
| 4e étape  | 9 août  | Heers – Berg-op-Zoom   | étape de plaine              | 213,3         | Marcel Kittel     | Tom Boonen                   |
| 5e étape  | 10 août | Hoogerheide – Aalter   | étape de plaine              | 184,6         | Giacomo Nizzolo   | Tom Boonen                   |
| 6e étape  | 11 août | Ardoye – Ardoye        | contre-la-montre individuel  | 17,4          | Svein Tuft        | Svein Tuft                   |
| 7e étape  | 12 août | Maldeghem – Grammont   | étape vallonnée              | 207,7         | Alessandro Ballan | Lars Boom                    |

## Déroulement de la course

### 1reétape
| \| Classement de l'étape \| Classement de l'étape \| Classement de l'étape \| Classement de l'étape \| Classement de l'étape \| \| Coureur \| Coureur \| Pays \| Équipe \| Temps \| \| --------------------- \| --------------------- \| --------------------- \| ---------------------------- \| --------------------- \| \| 1er \| Marcel Kittel \| Allemagne \| Argos-Shimano \| 5 h 38 min 28 s \| \| 2e \| Arnaud Démare \| France \| FDJ-BigMat \| + 0 s \| \| 3e \| Taylor Phinney \| États-Unis \| BMC Racing Team \| + 0 s \| \| 4e \| Heinrich Haussler \| Australie \| Garmin-Sharp \| + 0 s \| \| 5e \| Adam Blythe \| Royaume-Uni \| BMC Racing Team \| + 0 s \| \| 6e \| Michael Van Staeyen \| Belgique \| Topsport Vlaanderen-Mercator \| + 0 s \| \| 7e \| José Joaquín Rojas \| Espagne \| Movistar Team \| + 0 s \| \| 8e \| Fréderique Robert \| Belgique \| Lotto-Belisol \| + 0 s \| \| 9e \| Jacopo Guarnieri \| Italie \| Astana \| + 0 s \| \| 10e \| Giacomo Nizzolo \| Italie \| RadioShack-Nissan \| + 0 s \| |                     |             |                              |                 |
| |                     |             |                              |                 |
| Source : ProCyclingStats |                     |             |                              |                 |
| Classement de l'étape |                     |             |                              |                 |
| Coureur | Coureur             | Pays        | Équipe                       | Temps           |
| 1er | Marcel Kittel       | Allemagne   | Argos-Shimano                | 5 h 38 min 28 s |
| 2e | Arnaud Démare       | France      | FDJ-BigMat                   | + 0 s           |
| 3e | Taylor Phinney      | États-Unis  | BMC Racing Team              | + 0 s           |
| 4e | Heinrich Haussler   | Australie   | Garmin-Sharp                 | + 0 s           |
| 5e | Adam Blythe         | Royaume-Uni | BMC Racing Team              | + 0 s           |
| 6e | Michael Van Staeyen | Belgique    | Topsport Vlaanderen-Mercator | + 0 s           |
| 7e | José Joaquín Rojas  | Espagne     | Movistar Team                | + 0 s           |
| 8e | Fréderique Robert   | Belgique    | Lotto-Belisol                | + 0 s           |
| 9e | Jacopo Guarnieri    | Italie      | Astana                       | + 0 s           |
| 10e | Giacomo Nizzolo     | Italie      | RadioShack-Nissan            | + 0 s           |

| \| Classement général \| Classement général \| Classement général \| Classement général \| Classement général \| \| Coureur \| Coureur \| Pays \| Équipe \| Temps \| \| ------------------ \| ------------------ \| ------------------ \| ------------------ \| ------------------ \| \| 1er \| Marcel Kittel \| Allemagne \| Argos-Shimano \| 5 h 38 min 18 s \| \| 2e \| Arnaud Démare \| France \| FDJ-BigMat \| + 4 s \| \| 3e \| Taylor Phinney \| États-Unis \| BMC Racing Team \| + 6 s \| \| 4e \| Aidis Kruopis \| Lituanie \| Orica-GreenEDGE \| + 6 s \| \| 5e \| Francisco Ventoso \| Espagne \| Movistar Team \| + 7 s \| \| 6e \| Wouter Mol \| Pays-Bas \| Vacansoleil-DCM \| + 8 s \| \| 7e \| Luke Rowe \| Royaume-Uni \| Team Sky \| + 8 s \| \| 8e \| Robert Wagner \| Allemagne \| RadioShack-Nissan \| + 9 s \| \| 9e \| Matteo Montaguti \| Italie \| AG2R La Mondiale \| + 9 s \| \| 10e \| Heinrich Haussler \| Australie \| Garmin-Sharp \| + 10 s \| |                   |             |                   |                 |
| |                   |             |                   |                 |
| Source : ProCyclingStats |                   |             |                   |                 |
| Classement général |                   |             |                   |                 |
| Coureur | Coureur           | Pays        | Équipe            | Temps           |
| 1er | Marcel Kittel     | Allemagne   | Argos-Shimano     | 5 h 38 min 18 s |
| 2e | Arnaud Démare     | France      | FDJ-BigMat        | + 4 s           |
| 3e | Taylor Phinney    | États-Unis  | BMC Racing Team   | + 6 s           |
| 4e | Aidis Kruopis     | Lituanie    | Orica-GreenEDGE   | + 6 s           |
| 5e | Francisco Ventoso | Espagne     | Movistar Team     | + 7 s           |
| 6e | Wouter Mol        | Pays-Bas    | Vacansoleil-DCM   | + 8 s           |
| 7e | Luke Rowe         | Royaume-Uni | Team Sky          | + 8 s           |
| 8e | Robert Wagner     | Allemagne   | RadioShack-Nissan | + 9 s           |
| 9e | Matteo Montaguti  | Italie      | AG2R La Mondiale  | + 9 s           |
| 10e | Heinrich Haussler | Australie   | Garmin-Sharp      | + 10 s          |

### 2eétape
| \| Classement de l'étape \| Classement de l'étape \| Classement de l'étape \| Classement de l'étape \| Classement de l'étape \| \| Coureur \| Coureur \| Pays \| Équipe \| Temps \| \| --------------------- \| ----------------------- \| --------------------- \| --------------------- \| --------------------- \| \| 1re \| Orica-GreenEDGE \| \| \| 21 min 09 s \| \| 2e \| Omega Pharma-Quick Step \| \| \| + 1 s \| \| 3e \| Katusha Team \| \| \| + 2 s \| \| 4e \| Rabobank \| \| \| + 4 s \| \| 5e \| Liquigas-Cannondale \| \| \| + 17 s \| \| 6e \| RadioShack-Nissan \| \| \| + 18 s \| \| 7e \| Movistar Team \| \| \| + 18 s \| \| 8e \| Garmin-Sharp \| \| \| + 27 s \| \| 9e \| Saxo Bank-Tinkoff Bank \| \| \| + 27 s \| \| 10e \| Vacansoleil - DCM \| \| \| + 31 s \| |                         |      |        |             |
| |                         |      |        |             |
| Source : ProCyclingStats |                         |      |        |             |
| Classement de l'étape |                         |      |        |             |
| Coureur | Coureur                 | Pays | Équipe | Temps       |
| 1re | Orica-GreenEDGE         |      |        | 21 min 09 s |
| 2e | Omega Pharma-Quick Step |      |        | + 1 s       |
| 3e | Katusha Team            |      |        | + 2 s       |
| 4e | Rabobank                |      |        | + 4 s       |
| 5e | Liquigas-Cannondale     |      |        | + 17 s      |
| 6e | RadioShack-Nissan       |      |        | + 18 s      |
| 7e | Movistar Team           |      |        | + 18 s      |
| 8e | Garmin-Sharp            |      |        | + 27 s      |
| 9e | Saxo Bank-Tinkoff Bank  |      |        | + 27 s      |
| 10e | Vacansoleil - DCM       |      |        | + 31 s      |

| \| Classement général \| Classement général \| Classement général \| Classement général \| Classement général \| \| Coureur \| Coureur \| Pays \| Équipe \| Temps \| \| ------------------ \| ------------------- \| ------------------ \| ----------------------- \| ------------------ \| \| 1er \| Jens Keukeleire \| Belgique \| Orica-GreenEDGE \| 5 h 59 min 37 s \| \| 2e \| Sebastian Langeveld \| Pays-Bas \| Orica-GreenEDGE \| + 0 s \| \| 3e \| Svein Tuft \| Canada \| Orica-GreenEDGE \| + 0 s \| \| 4e \| Luke Durbridge \| Australie \| Orica-GreenEDGE \| + 0 s \| \| 5e \| Jens Mouris \| Pays-Bas \| Orica-GreenEDGE \| + 0 s \| \| 6e \| Tom Boonen \| Belgique \| Omega Pharma-Quick Step \| + 1 s \| \| 7e \| Sylvain Chavanel \| France \| Omega Pharma-Quick Step \| + 1 s \| \| 8e \| Niki Terpstra \| Pays-Bas \| Omega Pharma-Quick Step \| + 1 s \| \| 9e \| Michał Kwiatkowski \| Pologne \| Omega Pharma-Quick Step \| + 1 s \| \| 10e \| Dries Devenyns \| Belgique \| Omega Pharma-Quick Step \| + 1 s \| |                     |           |                         |                 |
| |                     |           |                         |                 |
| Source : ProCyclingStats |                     |           |                         |                 |
| Classement général |                     |           |                         |                 |
| Coureur | Coureur             | Pays      | Équipe                  | Temps           |
| 1er | Jens Keukeleire     | Belgique  | Orica-GreenEDGE         | 5 h 59 min 37 s |
| 2e | Sebastian Langeveld | Pays-Bas  | Orica-GreenEDGE         | + 0 s           |
| 3e | Svein Tuft          | Canada    | Orica-GreenEDGE         | + 0 s           |
| 4e | Luke Durbridge      | Australie | Orica-GreenEDGE         | + 0 s           |
| 5e | Jens Mouris         | Pays-Bas  | Orica-GreenEDGE         | + 0 s           |
| 6e | Tom Boonen          | Belgique  | Omega Pharma-Quick Step | + 1 s           |
| 7e | Sylvain Chavanel    | France    | Omega Pharma-Quick Step | + 1 s           |
| 8e | Niki Terpstra       | Pays-Bas  | Omega Pharma-Quick Step | + 1 s           |
| 9e | Michał Kwiatkowski  | Pologne   | Omega Pharma-Quick Step | + 1 s           |
| 10e | Dries Devenyns      | Belgique  | Omega Pharma-Quick Step | + 1 s           |

### 3eétape
| \| Classement de l'étape \| Classement de l'étape \| Classement de l'étape \| Classement de l'étape \| Classement de l'étape \| \| Coureur \| Coureur \| Pays \| Équipe \| Temps \| \| --------------------- \| --------------------- \| --------------------- \| ---------------------------- \| --------------------- \| \| 1er \| Theo Bos \| Pays-Bas \| Rabobank \| 4 h 14 min 49 s \| \| 2e \| John Degenkolb \| Allemagne \| Argos-Shimano \| + 0 s \| \| 3e \| Heinrich Haussler \| Australie \| Garmin-Sharp \| + 0 s \| \| 4e \| Michał Kwiatkowski \| Pologne \| Omega Pharma-Quick Step \| + 0 s \| \| 5e \| Manuel Belletti \| Italie \| AG2R La Mondiale \| + 0 s \| \| 6e \| Francisco Ventoso \| Espagne \| Movistar Team \| + 0 s \| \| 7e \| Alessandro Petacchi \| Italie \| Lampre-ISD \| + 0 s \| \| 8e \| Michael Van Staeyen \| Belgique \| Topsport Vlaanderen-Mercator \| + 0 s \| \| 9e \| Alexander Kristoff \| Norvège \| Katusha \| + 0 s \| \| 10e \| Jacopo Guarnieri \| Italie \| Astana \| + 0 s \| |                     |           |                              |                 |
| |                     |           |                              |                 |
| Source : ProCyclingStats |                     |           |                              |                 |
| Classement de l'étape |                     |           |                              |                 |
| Coureur | Coureur             | Pays      | Équipe                       | Temps           |
| 1er | Theo Bos            | Pays-Bas  | Rabobank                     | 4 h 14 min 49 s |
| 2e | John Degenkolb      | Allemagne | Argos-Shimano                | + 0 s           |
| 3e | Heinrich Haussler   | Australie | Garmin-Sharp                 | + 0 s           |
| 4e | Michał Kwiatkowski  | Pologne   | Omega Pharma-Quick Step      | + 0 s           |
| 5e | Manuel Belletti     | Italie    | AG2R La Mondiale             | + 0 s           |
| 6e | Francisco Ventoso   | Espagne   | Movistar Team                | + 0 s           |
| 7e | Alessandro Petacchi | Italie    | Lampre-ISD                   | + 0 s           |
| 8e | Michael Van Staeyen | Belgique  | Topsport Vlaanderen-Mercator | + 0 s           |
| 9e | Alexander Kristoff  | Norvège   | Katusha                      | + 0 s           |
| 10e | Jacopo Guarnieri    | Italie    | Astana                       | + 0 s           |

| \| Classement général \| Classement général \| Classement général \| Classement général \| Classement général \| \| Coureur \| Coureur \| Pays \| Équipe \| Temps \| \| ------------------ \| ------------------- \| ------------------ \| ----------------------- \| ------------------ \| \| 1er \| Jens Keukeleire \| Belgique \| Orica-GreenEDGE \| 10 h 14 min 26 s \| \| 2e \| Sebastian Langeveld \| Pays-Bas \| Orica-GreenEDGE \| + 0 s \| \| 3e \| Svein Tuft \| Canada \| Orica-GreenEDGE \| + 0 s \| \| 4e \| Luke Durbridge \| Australie \| Orica-GreenEDGE \| + 0 s \| \| 5e \| Jens Mouris \| Pays-Bas \| Orica-GreenEDGE \| + 0 s \| \| 6e \| Michał Kwiatkowski \| Pologne \| Omega Pharma-Quick Step \| + 1 s \| \| 7e \| Sylvain Chavanel \| France \| Omega Pharma-Quick Step \| + 1 s \| \| 8e \| Niki Terpstra \| Pays-Bas \| Omega Pharma-Quick Step \| + 1 s \| \| 9e \| Tom Boonen \| Belgique \| Omega Pharma-Quick Step \| + 1 s \| \| 10e \| Dries Devenyns \| Belgique \| Omega Pharma-Quick Step \| + 1 s \| |                     |           |                         |                  |
| |                     |           |                         |                  |
| Source : ProCyclingStats |                     |           |                         |                  |
| Classement général |                     |           |                         |                  |
| Coureur | Coureur             | Pays      | Équipe                  | Temps            |
| 1er | Jens Keukeleire     | Belgique  | Orica-GreenEDGE         | 10 h 14 min 26 s |
| 2e | Sebastian Langeveld | Pays-Bas  | Orica-GreenEDGE         | + 0 s            |
| 3e | Svein Tuft          | Canada    | Orica-GreenEDGE         | + 0 s            |
| 4e | Luke Durbridge      | Australie | Orica-GreenEDGE         | + 0 s            |
| 5e | Jens Mouris         | Pays-Bas  | Orica-GreenEDGE         | + 0 s            |
| 6e | Michał Kwiatkowski  | Pologne   | Omega Pharma-Quick Step | + 1 s            |
| 7e | Sylvain Chavanel    | France    | Omega Pharma-Quick Step | + 1 s            |
| 8e | Niki Terpstra       | Pays-Bas  | Omega Pharma-Quick Step | + 1 s            |
| 9e | Tom Boonen          | Belgique  | Omega Pharma-Quick Step | + 1 s            |
| 10e | Dries Devenyns      | Belgique  | Omega Pharma-Quick Step | + 1 s            |

### 4eétape
| \| Classement de l'étape \| Classement de l'étape \| Classement de l'étape \| Classement de l'étape \| Classement de l'étape \| \| Coureur \| Coureur \| Pays \| Équipe \| Temps \| \| --------------------- \| --------------------- \| --------------------- \| ---------------------------- \| --------------------- \| \| 1er \| Marcel Kittel \| Allemagne \| Argos-Shimano \| 5 h 11 min 41 s \| \| 2e \| Jürgen Roelandts \| Belgique \| Lotto-Belisol \| + 0 s \| \| 3e \| Giacomo Nizzolo \| Italie \| RadioShack-Nissan \| + 0 s \| \| 4e \| Tom Boonen \| Belgique \| Omega Pharma-Quick Step \| + 0 s \| \| 5e \| Alexander Kristoff \| Norvège \| Katusha \| + 0 s \| \| 6e \| Heinrich Haussler \| Australie \| Garmin-Sharp \| + 0 s \| \| 7e \| Jacopo Guarnieri \| Italie \| Astana \| + 0 s \| \| 8e \| Aidis Kruopis \| Lituanie \| Orica-GreenEDGE \| + 0 s \| \| 9e \| Theo Bos \| Pays-Bas \| Rabobank \| + 0 s \| \| 10e \| Michael Van Staeyen \| Belgique \| Topsport Vlaanderen-Mercator \| + 0 s \| |                     |           |                              |                 |
| |                     |           |                              |                 |
| Source : ProCyclingStats |                     |           |                              |                 |
| Classement de l'étape |                     |           |                              |                 |
| Coureur | Coureur             | Pays      | Équipe                       | Temps           |
| 1er | Marcel Kittel       | Allemagne | Argos-Shimano                | 5 h 11 min 41 s |
| 2e | Jürgen Roelandts    | Belgique  | Lotto-Belisol                | + 0 s           |
| 3e | Giacomo Nizzolo     | Italie    | RadioShack-Nissan            | + 0 s           |
| 4e | Tom Boonen          | Belgique  | Omega Pharma-Quick Step      | + 0 s           |
| 5e | Alexander Kristoff  | Norvège   | Katusha                      | + 0 s           |
| 6e | Heinrich Haussler   | Australie | Garmin-Sharp                 | + 0 s           |
| 7e | Jacopo Guarnieri    | Italie    | Astana                       | + 0 s           |
| 8e | Aidis Kruopis       | Lituanie  | Orica-GreenEDGE              | + 0 s           |
| 9e | Theo Bos            | Pays-Bas  | Rabobank                     | + 0 s           |
| 10e | Michael Van Staeyen | Belgique  | Topsport Vlaanderen-Mercator | + 0 s           |

| \| Classement général \| Classement général \| Classement général \| Classement général \| Classement général \| \| Coureur \| Coureur \| Pays \| Équipe \| Temps \| \| ------------------ \| ------------------- \| ------------------ \| ----------------------- \| ------------------ \| \| 1er \| Tom Boonen \| Belgique \| Omega Pharma-Quick Step \| 15 h 26 min 06 s \| \| 2e \| Jens Keukeleire \| Belgique \| Orica-GreenEDGE \| + 1 s \| \| 3e \| Sylvain Chavanel \| France \| Omega Pharma-Quick Step \| + 2 s \| \| 4e \| Niki Terpstra \| Pays-Bas \| Omega Pharma-Quick Step \| + 2 s \| \| 5e \| Alexander Kristoff \| Norvège \| Katusha \| + 3 s \| \| 6e \| Lars Boom \| Pays-Bas \| Rabobank \| + 4 s \| \| 7e \| Sebastian Langeveld \| Pays-Bas \| Orica-GreenEDGE \| + 6 s \| \| 8e \| Luke Durbridge \| Australie \| Orica-GreenEDGE \| + 6 s \| \| 9e \| Jens Mouris \| Pays-Bas \| Orica-GreenEDGE \| + 6 s \| \| 10e \| Svein Tuft \| Canada \| Orica-GreenEDGE \| + 6 s \| |                     |           |                         |                  |
| |                     |           |                         |                  |
| Source : ProCyclingStats |                     |           |                         |                  |
| Classement général |                     |           |                         |                  |
| Coureur | Coureur             | Pays      | Équipe                  | Temps            |
| 1er | Tom Boonen          | Belgique  | Omega Pharma-Quick Step | 15 h 26 min 06 s |
| 2e | Jens Keukeleire     | Belgique  | Orica-GreenEDGE         | + 1 s            |
| 3e | Sylvain Chavanel    | France    | Omega Pharma-Quick Step | + 2 s            |
| 4e | Niki Terpstra       | Pays-Bas  | Omega Pharma-Quick Step | + 2 s            |
| 5e | Alexander Kristoff  | Norvège   | Katusha                 | + 3 s            |
| 6e | Lars Boom           | Pays-Bas  | Rabobank                | + 4 s            |
| 7e | Sebastian Langeveld | Pays-Bas  | Orica-GreenEDGE         | + 6 s            |
| 8e | Luke Durbridge      | Australie | Orica-GreenEDGE         | + 6 s            |
| 9e | Jens Mouris         | Pays-Bas  | Orica-GreenEDGE         | + 6 s            |
| 10e | Svein Tuft          | Canada    | Orica-GreenEDGE         | + 6 s            |

### 5eétape
| \| Classement de l'étape \| Classement de l'étape \| Classement de l'étape \| Classement de l'étape \| Classement de l'étape \| \| Coureur \| Coureur \| Pays \| Équipe \| Temps \| \| --------------------- \| --------------------- \| --------------------- \| ---------------------------- \| --------------------- \| \| 1er \| Giacomo Nizzolo \| Italie \| RadioShack-Nissan \| 4 h 10 min 20 s \| \| 2e \| Jürgen Roelandts \| Belgique \| Lotto-Belisol \| + 0 s \| \| 3e \| Manuel Belletti \| Italie \| AG2R La Mondiale \| + 0 s \| \| 4e \| Arnaud Démare \| France \| FDJ-BigMat \| + 0 s \| \| 5e \| Tom Boonen \| Belgique \| Omega Pharma-Quick Step \| + 0 s \| \| 6e \| Alexander Kristoff \| Norvège \| Katusha \| + 0 s \| \| 7e \| Adam Blythe \| Royaume-Uni \| BMC Racing Team \| + 0 s \| \| 8e \| José Joaquín Rojas \| Espagne \| Movistar Team \| + 0 s \| \| 9e \| Aidis Kruopis \| Lituanie \| Orica-GreenEDGE \| + 0 s \| \| 10e \| Michael Van Staeyen \| Belgique \| Topsport Vlaanderen-Mercator \| + 0 s \| |                     |             |                              |                 |
| |                     |             |                              |                 |
| Source : ProCyclingStats |                     |             |                              |                 |
| Classement de l'étape |                     |             |                              |                 |
| Coureur | Coureur             | Pays        | Équipe                       | Temps           |
| 1er | Giacomo Nizzolo     | Italie      | RadioShack-Nissan            | 4 h 10 min 20 s |
| 2e | Jürgen Roelandts    | Belgique    | Lotto-Belisol                | + 0 s           |
| 3e | Manuel Belletti     | Italie      | AG2R La Mondiale             | + 0 s           |
| 4e | Arnaud Démare       | France      | FDJ-BigMat                   | + 0 s           |
| 5e | Tom Boonen          | Belgique    | Omega Pharma-Quick Step      | + 0 s           |
| 6e | Alexander Kristoff  | Norvège     | Katusha                      | + 0 s           |
| 7e | Adam Blythe         | Royaume-Uni | BMC Racing Team              | + 0 s           |
| 8e | José Joaquín Rojas  | Espagne     | Movistar Team                | + 0 s           |
| 9e | Aidis Kruopis       | Lituanie    | Orica-GreenEDGE              | + 0 s           |
| 10e | Michael Van Staeyen | Belgique    | Topsport Vlaanderen-Mercator | + 0 s           |

| \| Classement général \| Classement général \| Classement général \| Classement général \| Classement général \| \| Coureur \| Coureur \| Pays \| Équipe \| Temps \| \| ------------------ \| ------------------- \| ------------------ \| ----------------------- \| ------------------ \| \| 1er \| Tom Boonen \| Belgique \| Omega Pharma-Quick Step \| 19 h 36 min 26 s \| \| 2e \| Jens Keukeleire \| Belgique \| Orica-GreenEDGE \| + 1 s \| \| 3e \| Sylvain Chavanel \| France \| Omega Pharma-Quick Step \| + 2 s \| \| 4e \| Niki Terpstra \| Pays-Bas \| Omega Pharma-Quick Step \| + 2 s \| \| 5e \| Alexander Kristoff \| Norvège \| Katusha \| + 3 s \| \| 6e \| Lars Boom \| Pays-Bas \| Rabobank \| + 4 s \| \| 7e \| Gert Steegmans \| Belgique \| Omega Pharma-Quick Step \| + 4 s \| \| 8e \| Giacomo Nizzolo \| Italie \| RadioShack-Nissan \| + 5 s \| \| 9e \| Jens Mouris \| Pays-Bas \| Orica-GreenEDGE \| + 5 s \| \| 10e \| Sebastian Langeveld \| Pays-Bas \| Orica-GreenEDGE \| + 6 s \| |                     |          |                         |                  |
| |                     |          |                         |                  |
| Source : ProCyclingStats |                     |          |                         |                  |
| Classement général |                     |          |                         |                  |
| Coureur | Coureur             | Pays     | Équipe                  | Temps            |
| 1er | Tom Boonen          | Belgique | Omega Pharma-Quick Step | 19 h 36 min 26 s |
| 2e | Jens Keukeleire     | Belgique | Orica-GreenEDGE         | + 1 s            |
| 3e | Sylvain Chavanel    | France   | Omega Pharma-Quick Step | + 2 s            |
| 4e | Niki Terpstra       | Pays-Bas | Omega Pharma-Quick Step | + 2 s            |
| 5e | Alexander Kristoff  | Norvège  | Katusha                 | + 3 s            |
| 6e | Lars Boom           | Pays-Bas | Rabobank                | + 4 s            |
| 7e | Gert Steegmans      | Belgique | Omega Pharma-Quick Step | + 4 s            |
| 8e | Giacomo Nizzolo     | Italie   | RadioShack-Nissan       | + 5 s            |
| 9e | Jens Mouris         | Pays-Bas | Orica-GreenEDGE         | + 5 s            |
| 10e | Sebastian Langeveld | Pays-Bas | Orica-GreenEDGE         | + 6 s            |

### 6eétape
| \| Classement de l'étape \| Classement de l'étape \| Classement de l'étape \| Classement de l'étape \| Classement de l'étape \| \| Coureur \| Coureur \| Pays \| Équipe \| Temps \| \| --------------------- \| --------------------- \| --------------------- \| ----------------------- \| --------------------- \| \| 1er \| Svein Tuft \| Canada \| Orica-GreenEDGE \| 20 min 25 s \| \| 2e \| Taylor Phinney \| États-Unis \| BMC Racing Team \| + 5 s \| \| 3e \| Lars Boom \| Pays-Bas \| Rabobank \| + 6 s \| \| 4e \| Lieuwe Westra \| Pays-Bas \| Vacansoleil-DCM \| + 18 s \| \| 5e \| Adriano Malori \| Italie \| Lampre-ISD \| + 19 s \| \| 6e \| Sylvain Chavanel \| France \| Omega Pharma-Quick Step \| + 20 s \| \| 7e \| Alberto Contador \| Espagne \| Saxo Bank-Tinkoff Bank \| + 22 s \| \| 8e \| Luke Durbridge \| Australie \| Orica-GreenEDGE \| + 25 s \| \| 9e \| Jens Mouris \| Pays-Bas \| Orica-GreenEDGE \| + 26 s \| \| 10e \| Jonathan Castroviejo \| Espagne \| Movistar Team \| + 30 s \| |                      |            |                         |             |
| |                      |            |                         |             |
| Source : ProCyclingStats |                      |            |                         |             |
| Classement de l'étape |                      |            |                         |             |
| Coureur | Coureur              | Pays       | Équipe                  | Temps       |
| 1er | Svein Tuft           | Canada     | Orica-GreenEDGE         | 20 min 25 s |
| 2e | Taylor Phinney       | États-Unis | BMC Racing Team         | + 5 s       |
| 3e | Lars Boom            | Pays-Bas   | Rabobank                | + 6 s       |
| 4e | Lieuwe Westra        | Pays-Bas   | Vacansoleil-DCM         | + 18 s      |
| 5e | Adriano Malori       | Italie     | Lampre-ISD              | + 19 s      |
| 6e | Sylvain Chavanel     | France     | Omega Pharma-Quick Step | + 20 s      |
| 7e | Alberto Contador     | Espagne    | Saxo Bank-Tinkoff Bank  | + 22 s      |
| 8e | Luke Durbridge       | Australie  | Orica-GreenEDGE         | + 25 s      |
| 9e | Jens Mouris          | Pays-Bas   | Orica-GreenEDGE         | + 26 s      |
| 10e | Jonathan Castroviejo | Espagne    | Movistar Team           | + 30 s      |

| \| Classement général \| Classement général \| Classement général \| Classement général \| Classement général \| \| Coureur \| Coureur \| Pays \| Équipe \| Temps \| \| ------------------ \| -------------------- \| ------------------ \| ----------------------- \| ------------------ \| \| 1er \| Svein Tuft \| Canada \| Orica-GreenEDGE \| 19 h 56 min 57 s \| \| 2e \| Lars Boom \| Pays-Bas \| Rabobank \| + 4 s \| \| 3e \| Sylvain Chavanel \| France \| Omega Pharma-Quick Step \| + 16 s \| \| 4e \| Jens Mouris \| Pays-Bas \| Orica-GreenEDGE \| + 25 s \| \| 5e \| Luke Durbridge \| Australie \| Orica-GreenEDGE \| + 25 s \| \| 6e \| Sebastian Langeveld \| Pays-Bas \| Orica-GreenEDGE \| + 37 s \| \| 7e \| Niki Terpstra \| Pays-Bas \| Omega Pharma-Quick Step \| + 39 s \| \| 8e \| Michał Kwiatkowski \| Pologne \| Omega Pharma-Quick Step \| + 47 s \| \| 9e \| Jonathan Castroviejo \| Espagne \| Movistar Team \| + 48 s \| \| 10e \| Alberto Contador \| Espagne \| Saxo Bank-Tinkoff Bank \| + 49 s \| |                      |           |                         |                  |
| |                      |           |                         |                  |
| Source : ProCyclingStats |                      |           |                         |                  |
| Classement général |                      |           |                         |                  |
| Coureur | Coureur              | Pays      | Équipe                  | Temps            |
| 1er | Svein Tuft           | Canada    | Orica-GreenEDGE         | 19 h 56 min 57 s |
| 2e | Lars Boom            | Pays-Bas  | Rabobank                | + 4 s            |
| 3e | Sylvain Chavanel     | France    | Omega Pharma-Quick Step | + 16 s           |
| 4e | Jens Mouris          | Pays-Bas  | Orica-GreenEDGE         | + 25 s           |
| 5e | Luke Durbridge       | Australie | Orica-GreenEDGE         | + 25 s           |
| 6e | Sebastian Langeveld  | Pays-Bas  | Orica-GreenEDGE         | + 37 s           |
| 7e | Niki Terpstra        | Pays-Bas  | Omega Pharma-Quick Step | + 39 s           |
| 8e | Michał Kwiatkowski   | Pologne   | Omega Pharma-Quick Step | + 47 s           |
| 9e | Jonathan Castroviejo | Espagne   | Movistar Team           | + 48 s           |
| 10e | Alberto Contador     | Espagne   | Saxo Bank-Tinkoff Bank  | + 49 s           |

### 7eétape
|    | Coureur                 | Équipe                       |    | Temps           |
| -- | ----------------------- | ---------------------------- | -- | --------------- |
| 1  | Alessandro Ballan (ITA) | BMC Racing                   | en | 4 h 54 min 16 s |
| 2  | Lars Boom (NED)         | Rabobank                     | +  | 2 s             |
| 3  | Francisco Ventoso (ESP) | Movistar                     |    | 6 s             |
| 4  | Nick Nuyens (BEL)       | Saxo Bank-Tinkoff Bank       |    | 6 s             |
| 5  | Marco Marcato (ITA)     | Vacansoleil-DCM              |    | 6 s             |
| 6  | Diego Ulissi (ITA)      | Lampre-ISD                   |    | 6 s             |
| 7  | Tony Gallopin (FRA)     | RadioShack-Nissan            |    | 6 s             |
| 8  | Alberto Contador (ESP)  | Saxo Bank-Tinkoff Bank       |    | 6 s             |
| 9  | Laurens De Vreese (BEL) | Topsport Vlaanderen-Mercator |    | 10 s            |
| 10 | Niki Terpstra (NED)     | Omega Pharma-Quick Step      |    | 10 s            |

|    | Coureur                    | Équipe                  |    | Temps            |
| -- | -------------------------- | ----------------------- | -- | ---------------- |
| 1  | Lars Boom (NED)            | Rabobank                | en | 24 h 51 min 13 s |
| 2  | Sylvain Chavanel (FRA)     | Omega Pharma-Quick Step | +  | 26 s             |
| 3  | Niki Terpstra (NED)        | Omega Pharma-Quick Step |    | 49 s             |
| 4  | Alberto Contador (ESP)     | Saxo Bank-Tinkoff Bank  |    | 55 s             |
| 5  | Luke Durbridge (AUS)       | Orica GreenEDGE         |    | 55 s             |
| 6  | Jonathan Castroviejo (ESP) | Movistar                |    | 58 s             |
| 7  | Svein Tuft (CAN)           | Orica GreenEDGE         |    | 1 min 00 s       |
| 8  | Michał Kwiatkowski (POL)   | Omega Pharma-Quick Step |    | 1 min 05 s       |
| 9  | Sebastian Langeveld (NED)  | Orica GreenEDGE         |    | 1 min 07 s       |
| 10 | Jan Bakelants (BEL)        | RadioShack-Nissan       |    | 1 min 13 s       |

## Classements finals

### Classement général
| \| Classement général \| Classement général \| Classement général \| Classement général \| Classement général \| \| Coureur \| Coureur \| Pays \| Équipe \| Temps \| \| ------------------ \| -------------------- \| ------------------ \| ----------------------- \| ------------------ \| \| 1er \| Lars Boom \| Pays-Bas \| Rabobank \| 24 h 51 min 13 s \| \| 2e \| Sylvain Chavanel \| France \| Omega Pharma-Quick Step \| + 26 s \| \| 3e \| Niki Terpstra \| Pays-Bas \| Omega Pharma-Quick Step \| + 49 s \| \| 4e \| Alberto Contador \| Espagne \| Saxo Bank-Tinkoff Bank \| + 55 s \| \| 5e \| Luke Durbridge \| Australie \| Orica-GreenEDGE \| + 55 s \| \| 6e \| Jonathan Castroviejo \| Espagne \| Movistar Team \| + 58 s \| \| 7e \| Svein Tuft \| Canada \| Orica-GreenEDGE \| + 1 min 00 s \| \| 8e \| Michał Kwiatkowski \| Pologne \| Omega Pharma-Quick Step \| + 1 min 05 s \| \| 9e \| Sebastian Langeveld \| Pays-Bas \| Orica-GreenEDGE \| + 1 min 07 s \| \| 10e \| Jan Bakelants \| Belgique \| RadioShack-Nissan \| + 1 min 13 s \| |                      |           |                         |                  |
| |                      |           |                         |                  |
| Source : ProCyclingStats |                      |           |                         |                  |
| Classement général |                      |           |                         |                  |
| Coureur | Coureur              | Pays      | Équipe                  | Temps            |
| 1er | Lars Boom            | Pays-Bas  | Rabobank                | 24 h 51 min 13 s |
| 2e | Sylvain Chavanel     | France    | Omega Pharma-Quick Step | + 26 s           |
| 3e | Niki Terpstra        | Pays-Bas  | Omega Pharma-Quick Step | + 49 s           |
| 4e | Alberto Contador     | Espagne   | Saxo Bank-Tinkoff Bank  | + 55 s           |
| 5e | Luke Durbridge       | Australie | Orica-GreenEDGE         | + 55 s           |
| 6e | Jonathan Castroviejo | Espagne   | Movistar Team           | + 58 s           |
| 7e | Svein Tuft           | Canada    | Orica-GreenEDGE         | + 1 min 00 s     |
| 8e | Michał Kwiatkowski   | Pologne   | Omega Pharma-Quick Step | + 1 min 05 s     |
| 9e | Sebastian Langeveld  | Pays-Bas  | Orica-GreenEDGE         | + 1 min 07 s     |
| 10e | Jan Bakelants        | Belgique  | RadioShack-Nissan       | + 1 min 13 s     |

### Classements annexes
| Classement par points | Classement par points | Classement par points | Classement par points        | Classement par points |
| Coureur               | Coureur               | Pays                  | Équipe                       | Points                |
| --------------------- | --------------------- | --------------------- | ---------------------------- | --------------------- |
| 1er                   | Giacomo Nizzolo       | Italie                | RadioShack-Nissan            | 62 pts                |
| 2e                    | Heinrich Haussler     | Australie             | Garmin-Sharp                 | 56 pts                |
| 3e                    | Lars Boom             | Pays-Bas              | Rabobank                     | 50 pts                |
| 4e                    | Jürgen Roelandts      | Belgique              | Lotto-Belisol                | 50 pts                |
| 5e                    | Taylor Phinney        | États-Unis            | BMC Racing Team              | 47 pts                |
| 6e                    | Francisco Ventoso     | Espagne               | Movistar Team                | 45 pts                |
| 7e                    | Arnaud Démare         | France                | FDJ-BigMat                   | 44 pts                |
| 8e                    | Alexander Kristoff    | Norvège               | Katusha                      | 43 pts                |
| 9e                    | Tom Boonen            | Belgique              | Omega Pharma-Quick Step      | 41 pts                |
| 10e                   | Laurens De Vreese     | Belgique              | Topsport Vlaanderen-Mercator | 37 pts                |

| Classement par points | Classement par points | Classement par points | Classement par points        | Classement par points |
| Coureur               | Coureur               | Pays                  | Équipe                       | Points                |
| --------------------- | --------------------- | --------------------- | ---------------------------- | --------------------- |
| 1er                   | Giacomo Nizzolo       | Italie                | RadioShack-Nissan            | 62 pts                |
| 2e                    | Heinrich Haussler     | Australie             | Garmin-Sharp                 | 56 pts                |
| 3e                    | Lars Boom             | Pays-Bas              | Rabobank                     | 50 pts                |
| 4e                    | Jürgen Roelandts      | Belgique              | Lotto-Belisol                | 50 pts                |
| 5e                    | Taylor Phinney        | États-Unis            | BMC Racing Team              | 47 pts                |
| 6e                    | Francisco Ventoso     | Espagne               | Movistar Team                | 45 pts                |
| 7e                    | Arnaud Démare         | France                | FDJ-BigMat                   | 44 pts                |
| 8e                    | Alexander Kristoff    | Norvège               | Katusha                      | 43 pts                |
| 9e                    | Tom Boonen            | Belgique              | Omega Pharma-Quick Step      | 41 pts                |
| 10e                   | Laurens De Vreese     | Belgique              | Topsport Vlaanderen-Mercator | 37 pts                |

| Classement de la combativité | Classement de la combativité | Classement de la combativité | Classement de la combativité  | Classement de la combativité |
| Coureur                      | Coureur                      | Pays                         | Équipe                        | Points                       |
| ---------------------------- | ---------------------------- | ---------------------------- | ----------------------------- | ---------------------------- |
| 1er                          | Laurens De Vreese            | Belgique                     | Topsport Vlaanderen-Mercator  | 58 pts                       |
| 2e                           | Pablo Urtasun                | Espagne                      | Euskaltel-Euskadi             | 27 pts                       |
| 3e                           | Gert Dockx                   | Belgique                     | Lotto-Belisol                 | 25 pts                       |
| 4e                           | Sjef De Wilde                | Belgique                     | Accent Jobs-Willems Veranda's | 22 pts                       |
| 5e                           | James Vanlandschoot          | Belgique                     | Accent Jobs-Willems Veranda's | 20 pts                       |
| 6e                           | Adrián Sáez                  | Espagne                      | Euskaltel-Euskadi             | 17 pts                       |
| 7e                           | Greg Van Avermaet            | Belgique                     | BMC Racing Team               | 16 pts                       |
| 8e                           | Maarten Neyens               | Belgique                     | Lotto-Belisol                 | 12 pts                       |
| 9e                           | Arnoud van Groen             | Pays-Bas                     | Accent Jobs-Willems Veranda's | 11 pts                       |
| 10e                          | Ramūnas Navardauskas         | Lituanie                     | Garmin-Sharp                  | 10 pts                       |

| Classement de la combativité | Classement de la combativité | Classement de la combativité | Classement de la combativité  | Classement de la combativité |
| Coureur                      | Coureur                      | Pays                         | Équipe                        | Points                       |
| ---------------------------- | ---------------------------- | ---------------------------- | ----------------------------- | ---------------------------- |
| 1er                          | Laurens De Vreese            | Belgique                     | Topsport Vlaanderen-Mercator  | 58 pts                       |
| 2e                           | Pablo Urtasun                | Espagne                      | Euskaltel-Euskadi             | 27 pts                       |
| 3e                           | Gert Dockx                   | Belgique                     | Lotto-Belisol                 | 25 pts                       |
| 4e                           | Sjef De Wilde                | Belgique                     | Accent Jobs-Willems Veranda's | 22 pts                       |
| 5e                           | James Vanlandschoot          | Belgique                     | Accent Jobs-Willems Veranda's | 20 pts                       |
| 6e                           | Adrián Sáez                  | Espagne                      | Euskaltel-Euskadi             | 17 pts                       |
| 7e                           | Greg Van Avermaet            | Belgique                     | BMC Racing Team               | 16 pts                       |
| 8e                           | Maarten Neyens               | Belgique                     | Lotto-Belisol                 | 12 pts                       |
| 9e                           | Arnoud van Groen             | Pays-Bas                     | Accent Jobs-Willems Veranda's | 11 pts                       |
| 10e                          | Ramūnas Navardauskas         | Lituanie                     | Garmin-Sharp                  | 10 pts                       |

| Classement par équipes | Classement par équipes  | Classement par équipes | Classement par équipes |
| Équipe                 | Équipe                  | Pays                   | Temps                  |
| ---------------------- | ----------------------- | ---------------------- | ---------------------- |
| 1re                    | Omega Pharma-Quick Step | Belgique               | 74 h 35 min 54 s       |
| 2e                     | Orica-GreenEDGE         | Australie              | + 1 s                  |
| 3e                     | RadioShack-Nissan       | Luxembourg             | + 1 min 19 s           |
| 4e                     | Saxo Bank-Tinkoff Bank  | Danemark               | + 2 min 08 s           |
| 5e                     | Movistar Team           | Espagne                | + 2 min 12 s           |
| 6e                     | Katusha Team            | Russie                 | + 3 min 20 s           |
| 7e                     | BMC Racing Team         | États-Unis             | + 3 min 50 s           |
| 8e                     | Lampre-ISD              | Italie                 | + 5 min 25 s           |
| 9e                     | Vacansoleil - DCM       | Pays-Bas               | + 5 min 27 s           |
| 10e                    | Garmin-Sharp            | États-Unis             | + 5 min 39 s           |

| Classement par équipes | Classement par équipes  | Classement par équipes | Classement par équipes |
| Équipe                 | Équipe                  | Pays                   | Temps                  |
| ---------------------- | ----------------------- | ---------------------- | ---------------------- |
| 1re                    | Omega Pharma-Quick Step | Belgique               | 74 h 35 min 54 s       |
| 2e                     | Orica-GreenEDGE         | Australie              | + 1 s                  |
| 3e                     | RadioShack-Nissan       | Luxembourg             | + 1 min 19 s           |
| 4e                     | Saxo Bank-Tinkoff Bank  | Danemark               | + 2 min 08 s           |
| 5e                     | Movistar Team           | Espagne                | + 2 min 12 s           |
| 6e                     | Katusha Team            | Russie                 | + 3 min 20 s           |
| 7e                     | BMC Racing Team         | États-Unis             | + 3 min 50 s           |
| 8e                     | Lampre-ISD              | Italie                 | + 5 min 25 s           |
| 9e                     | Vacansoleil - DCM       | Pays-Bas               | + 5 min 27 s           |
| 10e                    | Garmin-Sharp            | États-Unis             | + 5 min 39 s           |

### UCI World Tour
Cet Eneco Tour attribue des points pour l'UCI World Tour 2012, seulement aux coureurs des équipes ayant un label ProTeam.
| Position           | 1er | 2e | 3e | 4e | 5e | 6e | 7e | 8e | 9e | 10e |
| Classement général | 100 | 80 | 70 | 60 | 50 | 40 | 30 | 20 | 10 | 4   |
| Par étape          | 6   | 4  | 2  | 1  | 1  |    |    |    |    |     |

| #  | Coureur              | Équipe                  | Points |
| -- | -------------------- | ----------------------- | ------ |
| 1  | Lars Boom            | Rabobank                | 106    |
| 2  | Sylvain Chavanel     | Omega Pharma-Quick Step | 80     |
| 3  | Niki Terpstra        | Omega Pharma-Quick Step | 70     |
| 4  | Alberto Contador     | Saxo Bank-Tinkoff Bank  | 60     |
| 5  | Luke Durbridge       | Orica-GreenEDGE         | 50     |
| 6  | Jonathan Castroviejo | Movistar                | 40     |
| 7  | Svein Tuft           | Orica-GreenEDGE         | 36     |
| 8  | Michał Kwiatkowski   | Omega Pharma-Quick Step | 21     |
| 9  | Sebastian Langeveld  | Orica-GreenEDGE         | 10     |
| 10 | Giacomo Nizzolo      | RadioShack-Nissan       | 8      |
| 10 | Jürgen Roelandts     | Lotto-Belisol           | 8      |

| Suite du classement (12-26) | Suite du classement (12-26) | Suite du classement (12-26) | Suite du classement (12-26) |
| --------------------------- | --------------------------- | --------------------------- | --------------------------- |
| 12                          | Alessandro Ballan           | BMC Racing                  | 6                           |
| 12                          | Theo Bos                    | Rabobank                    | 6                           |
| 12                          | Taylor Phinney              | BMC Racing                  | 6                           |
| 15                          | Arnaud Démare               | FDJ-BigMat                  | 5                           |
| 15                          | Jan Bakelants               | RadioShack-Nissan           | 4                           |
| 17                          | Manuel Belletti             | AG2R La Mondiale            | 3                           |
| 17                          | Heinrich Haussler           | Garmin-Sharp                | 3                           |
| 19                          | Tom Boonen                  | Omega Pharma-Quick Step     | 2                           |
| 19                          | Francisco Ventoso           | Movistar                    | 2                           |
| 21                          | Adam Blythe                 | BMC Racing                  | 1                           |
| 21                          | Alexander Kristoff          | Katusha                     | 1                           |
| 21                          | Adriano Malori              | Lampre-ISD                  | 1                           |
| 21                          | Marco Marcato               | Vacansoleil-DCM             | 1                           |
| 21                          | Nick Nuyens                 | Saxo Bank-Tinkoff Bank      | 1                           |
| 21                          | Lieuwe Westra               | Vacansoleil-DCM             | 1                           |

## Évolution des classements
| Étape              | Vainqueur          | Classement général | Classement par points | Classement de la combativité | Classement par équipes  |
| ------------------ | ------------------ | ------------------ | --------------------- | ---------------------------- | ----------------------- |
| 1                  | Marcel Kittel      | Marcel Kittel      | Marcel Kittel         | Pablo Urtasun                | BMC Racing              |
| 2                  | Orica-GreenEDGE    | Jens Keukeleire    | Marcel Kittel         | Pablo Urtasun                | Orica-GreenEDGE         |
| 3                  | Theo Bos           | Jens Keukeleire    | Heinrich Haussler     | Laurens De Vreese            | Orica-GreenEDGE         |
| 4                  | Marcel Kittel      | Tom Boonen         | Marcel Kittel         | Laurens De Vreese            | Orica-GreenEDGE         |
| 5                  | Giacomo Nizzolo    | Tom Boonen         | Giacomo Nizzolo       | Laurens De Vreese            | Orica-GreenEDGE         |
| 6                  | Svein Tuft         | Svein Tuft         | Giacomo Nizzolo       | Laurens De Vreese            | Orica-GreenEDGE         |
| 7                  | Alessandro Ballan  | Lars Boom          | Giacomo Nizzolo       | Laurens De Vreese            | Omega Pharma-Quick Step |
| Classements finals | Classements finals | Lars Boom          | Giacomo Nizzolo       | Laurens De Vreese            | Omega Pharma-Quick Step |